# Haerent Animo
Haerent Animo é uma carta apostólica do Papa Pio X. Em agosto de 1908, por ocasião do seu jubileu de ouro como sacerdote, escreve sobre a " santidade do sacerdote ".
O Papa explica e dá importantes exortações ao clero. Nela mostra detalhadamente quais são os meios capazes de promover e garantir a internalização da vida sacerdotal, indispensável para uma atividade lucrativa. A ideia principal é que com perseverança e energia, Cristo deve ser formado naqueles que estão devidamente determinados a moldar Cristo nos outros.
Os sacerdotes devem esforçar-se por um caminhar piedoso e santo, cultivar a oração e a contemplação, praticar a leitura piedosa, examinar com frequência a consciência, fazer retiros e exercícios mensais e formar associações. Aqui os membros devem receber apoio, repelir os ataques inimigos e exigir estudos e tarefas pastorais. Além de lutar pela santidade (não por posições de poder!), É necessário um treinamento teológico completo. O princípio é:
"Um santo sacerdote torna o povo santo, um sacerdote profano não é apenas inútil, mas prejudicial para o mundo."